# De laatste ronde
De laatste ronde is de 55ste aflevering van VTM's politieserie Zone Stad. De aflevering werd in Vlaanderen voor het eerst uitgezonden op 15 maart 2010.

## Verhaal
Jimmy heeft zich in geschreven in een boksclub. Tijdens een training wordt Didier door Mario knock-out geslagen. Didier blijft levenloos liggen. Tom en Fien constateren dat Jimmy informatie achterhoudt. Is hij medeplichtig aan moord ? Mike arresteert een chauffeur van een escorte bureau. Dit brengt hem op ideeën. Er hangt elektriciteit in de lucht tussen Tom en Kathy.

## Gastrollen
- Stan Van Samang - Mario
- Luk Wyns - Rudy
- Eline De Munck - Wendy
- Lut Tomsin - Jeanine Segers
- Geert Van Rampelberg - Brik
- Olivier Bisback - Didier (Niet geregistreerd)
- Wim Van de Velde - Steve Hauwaert (Niet geregistreerd)
- Herman Boets - Geert Deridder (Niet geregistreerd)
- Annemarie Lemaître - Martine (Niet geregistreerd)
- Bert Strouwen - Ignace (niet geregistreerd)

## Trivia
- Hoofdrolspeler Werner De Smedt is niet te zien in deze aflevering.